# Dimoni de Laplace
En la història de la ciència, el dimoni de Laplace és la primera articulació publicada de determinisme causal o científic per Pierre-Simon Laplace en 1814. Segons el determinisme de Laplace, si algú (el Dimoni) sabés la ubicació precisa i moment de cada àtom en l'univers, els seus valors passats i futurs per a qualsevol temps donat serien deduïbles d'aquestes dades; podrien ser calculats de les lleis de mecànica clàssica. En el desenvolupament subsegüent de la termodinàmica estadística, la primera de diverses objeccions desenvolupades per generacions posteriors de físics a la suposició de determinisme causal sobre la qual es va erigir el dimoni de Laplace.

## Introducció
Aquesta idea és sovint anomenada dimoni de Laplace (i de vegades superhome de Laplace). Laplace mateix no va utilitzar la paraula "dimoni". En canvi, es va referir a aquesta entitat com «Une intelligence... Rien ne serait incertain pour doble ela, et l'avenir, comme li passé, serait présent à ses yeux» («Una intel·ligència (...) Tal que per a ella res és incert i el present igual que el futur estan presents davant els seus ulls»).
Aparentment, Laplace no va ser el primer a imaginar tal dimoni i passos molt similars poden ser trobats dècades abans del Essai philosophique de Laplace en el treball d'erudits com Nicolas de Condorcet i Baró D'Holbach Així i tot, sembla que el primer que va oferir la imatge d'una intel·ligència superpoderosa va ser Roger Joseph Boscovich, la seva formulació del principi de determinisme a Theoria philosophiae naturalis de 1758 resulta no només ser cronològicament anterior a Laplace sinó també (en ser fundada en menys principis metafísics i més arrelada i elaborada sobre suposicions físiques) més precisa, completa i comprensible que l'explicació de la doctrina de Laplace.

## Arguments en contra del dimoni de Laplace

### Irreversibilitat termodinàmica
Segons l'enginyer químic Robert Ulanowicz, en el seu llibre de 1986 Creixement i Desenvolupament, el dimoni de Laplace va conèixer la seva fi amb els desenvolupaments a començament del segle xix dels conceptes d'irreversibilitat, entropia i la segona llei de termodinàmiques. En altres paraules, el dimoni de Laplace va ser basat en la premissa de la reversibilitat i la mecànica clàssica; així i tot, Ulanowicz assenyala que molts processos termodinàmics són irreversibles, de manera que si les quantitats termodinàmiques es prenen com purament físiques llavors no és possible aquest dimoni doncs hom no podria reconstruir moments i posicions passats de l'estat actual. La termodinàmica d'entropia màxima té un punt de vista molt diferent, considerant que les variables termodinàmiques tenen una base estadística que es pot pensar de manera separada de la física microscòpica.

### Irreversibilitat mecànica quàntica
A causa de la seva suposició canònica de determinisme, el dimoni de Laplace és incompatible amb la interpretació de Copenhague, que estipula un indeterminisme ontològic. La interpretació de la mecànica quàntica està encara oberta al debat i hi ha alguns que prenen postures oposades (com la interpretació dels diversos mons i la de Broglie-Bohm).

### Teoria del caos
La teoria del caos és presa de vegades com a contradictòria amb el dimoni de Laplace: descriu com un sistema determinista pot exhibir un comportament impossible de pronosticar. Com en l'efecte papallona, variacions menors entre les condicions inicials de dos sistemes poden resultar en diferències significatives entre ells. Tot i que explica la impossibilitat de predir un sistema en casos pràctics, aplicar-ho al cas de Laplace és qüestionable: sota la hipòtesi de dimoni tots els detalls són sabuts amb infinita precisió i, per tant, les variacions impredictibles en les condicions inicials d'un sistema són inexistents.

## Diagonalització de Cantor
En 2008, David Wolpert va utilitzar l'argument de la diagonal de Cantor per refutar el dimoni de Laplace. Per fer-ho, va suposar que el dimoni és un dispositiu computacional i va mostrar que no és possible que entre dos dispositius un predigui totalment a l'altre.

## Vistes recents
Recentment es va proposar que existeix un límit en el poder computacional de l'univers, és a dir la capacitat del dimoni de Laplace per a una quantitat infinita d'informació. Aquest límit està basat en l'entropia màxima de l'univers, la velocitat de la llum i la quantitat mínima de temps necessari per moure informació a través de la longitud de Planck i la xifra resulta ser aproximadament 10^120 bits. Així qualsevol cosa que requereixi més que aquesta quantitat de dades no pot ser computada en la quantitat de temps que ha succeït fins ara en l'univers.
Una altra teoria suggereix que si el dimoni de Laplace ocupés un univers paral·lel o dimensió alternativa des de la que es pogués determinar les dades pertinents i fer els càlculs necessaris en un temps i espai major, aquesta limitació de temps no seria tal. Aquesta posició és explicada en El Teixit de la Realitat de David Deutsch.